# 張定和
張 定和（ちょう ていわ、生年不詳 - 609年）は、中国の隋の軍人。字は処謐。本貫は京兆郡万年県。

## 経歴
若い頃は貧しく、南朝陳に対する征戦に従軍することになったが、身支度を調えることすらままならなかった。その妻がとついできた時の衣服があったので、定和はこれを売って従軍の資金にしようとした。しかし妻が与えようとしなかったので、定和は無断でこれを売って従軍した。南征の功績により儀同の位を受け、その妻を棄てた。その後もしばしば軍功を挙げて、上開府・驃騎将軍の位を加えられた。上柱国の李充節の下で突厥を攻撃し、先頭で戦って首に重傷を負ったが、草で傷を塞いでなおも戦い、突厥を敗走させた。文帝はこのことを聞いて、使者に薬を持たせて派遣し、定和の労をねぎらった。定和は柱国の位に進み、武安県侯に封ぜられた。
604年、煬帝が即位すると、定和は宜州刺史として出向し、まもなく河内郡太守に転じた。1年あまり後、召還されて左屯衛大将軍となった。609年、煬帝に従って吐谷渾を攻撃し、覆袁川にいたった。ときに吐谷渾の可汗の伏允は数騎とともに逃亡しており、その名王が可汗と偽って、車我真山に籠もっていた。煬帝は定和に命じてこれを攻撃させた。定和は敵と遭遇したが、敵が少数なのをあなどって、降伏するよう呼びかけた。定和は甲を着ずに身を挺して山に登り、岩谷の下で敵の伏兵に遭い、矢に当たって戦死した。光禄大夫の位を追贈され、武安侯に追封された。諡は壮武といった。
子の張世立が後を嗣いだ。

## 伝記資料
- 『隋書』巻64 列伝第29
- 『北史』巻78 列伝第66